# Ermanno Benocci
Ermanno Benocci (Sorano, 25 giugno 1930 – Sorano, 26 aprile 2004) è stato un politico italiano.

## Biografia
Iscritto al Partito Comunista Italiano, fu sindaco di Sorano dal 1956 al 1960, deputato alla Camera dal 1966, nella IV legislatura come primo dei non eletti in sostituzione del defunto Mario Alicata, al 1969, vicepresidente della Provincia di Grosseto dal 1970 al 1980 e di nuovo sindaco del suo comune natale dal 1980 al 1983.
Presentatosi alle elezioni regionali del 1980 per il Consiglio regionale della Toscana, ottenne 4 296 preferenze, risultando il primo dei non eletti nella sua circoscrizione; nel maggio 1983 subentrò a Renato Pollini dopo le dimissioni di quest'ultimo da consigliere regionale, ruolo che mantenne fino al 1985
Nel maggio 1990 fu nuovamente eletto sindaco di Sorano, carica che mantenne fino alla morte avvenuta il 26 aprile 2004, a 73 anni; fu primo cittadino del comune maremmano per un totale di 21 anni (cinque mandati).